# Ciutat sostenible

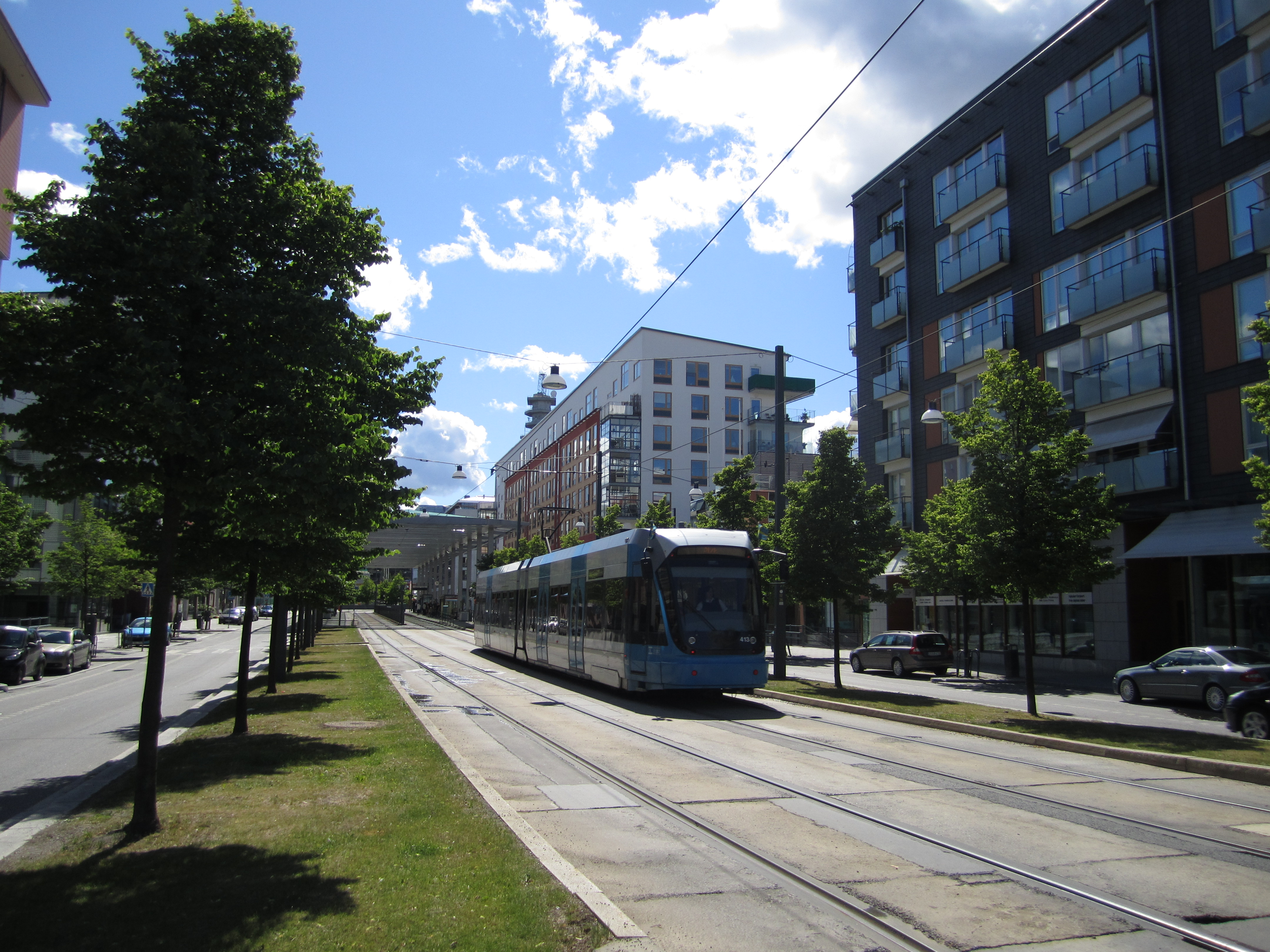
Una ciutat urbana que utilitza el transport amb tren per eliminar la congestió del trànsit.

La ciutat sostenible, la ciutat ecològica o la ciutat verda és una ciutat dissenyada tenint en compte l'impacte social, econòmic i ambiental (comunament conegut com el triple resultat final) i un hàbitat resilient per a les poblacions existents, sense comprometre la capacitat de les generacions futures de experimentar el mateix. L'Objectiu de Desenvolupament Sostenible 11 de les Nacions Unides defineix les ciutats sostenibles com aquelles que es dediquen a assolir la sostenibilitat verda, la sostenibilitat social i la sostenibilitat econòmica. Es comprometen a fer-ho oferint oportunitats per a tothom a través d'un disseny centrat en la inclusió i mantenint un creixement econòmic sostenible. L'objectiu també inclou minimitzar les aportacions necessàries d'energia, aigua i aliments, i reduir dràsticament els residus, la producció de calor, la contaminació de l'aire: CO2, metà i la contaminació de l'aigua. Richard Register, un artista visual, va encunyar per primera vegada el terme ecocity al seu llibre de 1987 Ecocity Berkeley: Building Cities for a Healthy Future, on ofereix solucions innovadores de planificació urbana que funcionarien a qualsevol lloc. Altres figures destacades que van imaginar ciutats sostenibles són l'arquitecte Paul F Downton, que més tard va fundar l'empresa Ecopolis Pty Ltd, així com els autors Timothy Beatley i Steffen Lehmann, que han escrit molt sobre el tema. El camp de l'ecologia industrial s'utilitza de vegades en la planificació d'aquestes ciutats.
El Programa de les Nacions Unides per al Medi Ambient assenyala que la majoria de les ciutats d'avui estan lluitant amb la degradació ambiental, la congestió del trànsit, les infraestructures urbanes inadequades, a més de la manca de serveis bàsics, com ara el subministrament d'aigua, el sanejament i la gestió de residus. Una ciutat sostenible ha de promoure el creixement econòmic i satisfer les necessitats bàsiques dels seus habitants, alhora que crea condicions de vida sostenibles per a tothom. Idealment, una ciutat sostenible és aquella que crea una forma de vida duradora en els quatre àmbits de l'ecologia, l'economia, la política i la cultura. El Banc Europeu d'Inversions està ajudant les ciutats en el desenvolupament d'estratègies a llarg termini en camps com ara el transport renovable, l'eficiència energètica, l'habitatge sostenible, l'educació i la salut. El Banc Europeu d'Inversions ha invertit més de 150.000 milions d'euros en la millora de les ciutats durant els últims vuit anys.
Les ciutats ocupen només el 3 per cent de la terra de la Terra, però representen entre el 60 i el 80 per cent del consum d'energia i almenys el 70 per cent de les emissions de carboni. Així, la creació de ciutats segures, resilients i sostenibles és una de les principals prioritats dels Objectius de Desenvolupament Sostenible. L'Ajuntament d'Adelaide afirma que les ciutats socialment sostenibles han de ser equitatives, diverses, connectades, democràtiques i oferir una bona qualitat de vida. Les prioritats d'una ciutat sostenible inclouen la capacitat d'alimentar-se amb una dependència sostenible de l'entorn natural que l'envolta i la capacitat d'alimentar-se amb fonts d'energia renovables, alhora que es crea la petjada ecològica més petita concebible i la menor quantitat de contaminació possible. Tot això s'ha d'aconseguir mitjançant un ús eficient del sòl, compostant matèria orgànica, reciclant materials usats i/o convertint els residus en energia. La idea és que aquestes aportacions comportaran una disminució de l'impacte de la ciutat sobre el canvi climàtic.
Actualment, s'estima que el 55% del món viu a zones urbanes i les Nacions Unides estimen que l'any 2050 aquesta xifra augmentarà fins al 70%. L'any 2050, podria haver-hi prop de 2.500 milions de persones més vivint a les ciutats urbanes, possiblement dificultant la creació de comunitats més sostenibles. Aquestes grans comunitats ofereixen reptes i oportunitats per als desenvolupadors conscients del medi ambient. Hi ha diferents avantatges a l'hora de definir i treballar per assolir els objectius de les ciutats sostenibles. Els humans prosperen en espais urbans que fomenten les connexions socials. Richard Florida, teòric dels estudis urbans, se centra en l'impacte social de les ciutats sostenibles i afirma que les ciutats necessiten més que un clima empresarial competitiu; haurien de promoure un gran clima de gent que agradi a persones i famílies de tot tipus. Per això, un canvi cap a una vida urbana més densa proporcionaria una sortida per a la interacció social i les condicions en què els humans poden prosperar. Aquest tipus d'espais urbans també afavoririen l'ús del transport públic, la circulació a peu i la bicicleta, cosa que beneficiaria la salut dels ciutadans i el medi ambient.

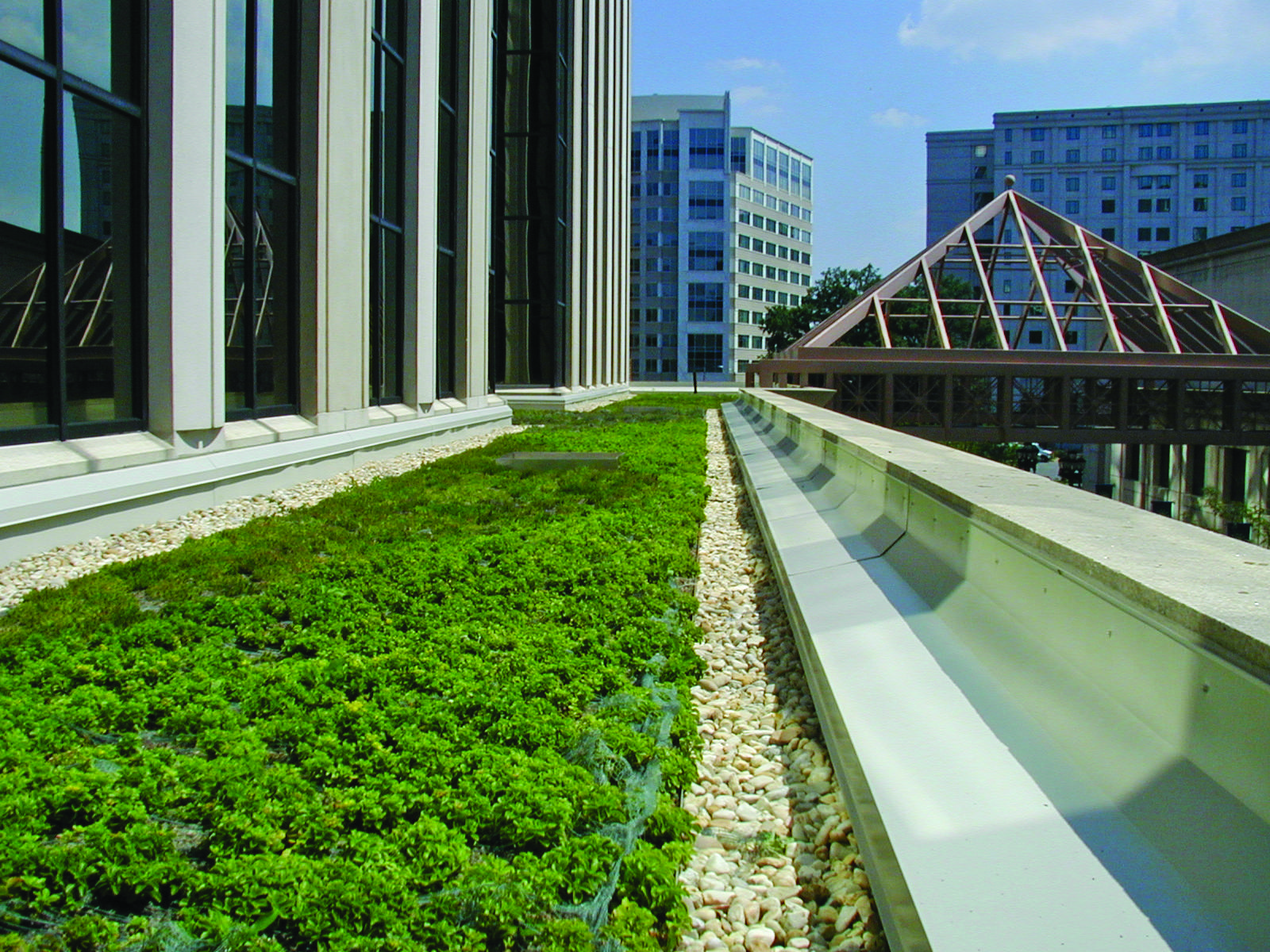
Plantes que creixen a l'edifici

## Mètodes pràctics per crear ciutats sostenibles
- Diferents sistemes agrícoles com ara parcel·les agrícoles dins la ciutat (periferia o centre). Això redueix la distància que els aliments han de recórrer del camp a la forquilla. Això es pot fer amb parcel·les agrícoles a petita escala/privades o mitjançant una agricultura a més gran escala (per exemple, els rascadors).
- Fonts d'energia renovables, com ara turbines eòliques, plaques solars o biogàs creat a partir d'aigües residuals per reduir i gestionar la contaminació. Les ciutats ofereixen economies d'escala que fan viables aquestes fonts d'energia.
- Diversos mètodes per reduir la necessitat d'aire condicionat (una demanda massiva d'energia), com ara aplicacions passives de refrigeració radiativa diürna, plantar arbres i alleugerir els colors de la superfície, sistemes de ventilació natural, un augment de les característiques d'aigua i espais verds iguals com a mínim al 20% de superfície de la ciutat. Aquestes mesures contraresten l'"efecte illa de calor" causat per l'abundància d'asfalt i asfalt, que pot fer que les zones urbanes siguin diversos graus més càlides que les zones rurals circumdants, fins a sis graus centígrads al vespre.
- Millora del transport públic i augment de la conversió en zona per a vianants per reduir les emissions dels cotxes. Això requereix un enfocament radicalment diferent de la planificació urbana, amb zones empresarials, industrials i residencials integrades. Les carreteres poden estar dissenyades per dificultar la conducció.
- Densitat edificatòria òptima per fer viable el transport públic però evitar la creació d'illes de calor urbanes.
- Les cobertes verdes alteren el balanç energètic superficial i poden ajudar a mitigar l'efecte illa de calor urbana. La incorporació de teulades ecològiques o cobertes verdes al vostre disseny us ajudarà a millorar la qualitat de l'aire, el clima i l'escorrentia de l'aigua.
- Transport sense emissions
- Edifici d'energia zero per reduir el consum d'energia i les emissions de gasos d'efecte hivernacle mitjançant fonts d'energia renovables.
- Sistemes de drenatge urbà sostenible o SUDS a més d'altres sistemes per reduir i gestionar els residus.
- Sistemes/dispositius d'estalvi d'energia
- Xeriscaping: disseny de jardins i paisatges per a la conservació de l'aigua
- El transport sostenible, incorpora cinc elements: economia de combustible, ocupació, electrificació, pedalada i urbanització.
- Economia circular per combatre els patrons de recursos ineficients i garantir un full de ruta de producció i consum sostenible.
- L'augment de la infraestructura de la bicicleta augmentaria la circulació en bicicleta a les ciutats i reduiria el nombre de cotxes que es condueixen i, al seu torn, reduiria les emissions dels cotxes. Això també beneficiaria la salut dels ciutadans, ja que podrien fer més exercici a través de la bicicleta.
- Indicadors clau de rendiment: eina de desenvolupament i gestió operativa que ofereix orientació i M&V per als administradors de la ciutat actualment supervisar i avaluar l'estalvi energètic en diverses instal·lacions.
- Sustainable Sites Initiative o SSI: directrius nacionals voluntàries i punts de referència de rendiment per a pràctiques de disseny, construcció i manteniment sostenibles del sòl. Les àrees clau d'atenció són el sòl, la vegetació, la hidrologia, els materials i la salut i el benestar de les persones.